# Trådsalamander
Trådsalamander  (Lissotriton helveticus)  är ett stjärtgroddjur i familjen salamandrar.

## Utseende
Huden på ovansidan är brun till olivfärgad, med en mörkare längsgående strimma på bägge sidor av huvudet från nosspetsen, genom ögonen och till halsen. Ryggsidan har också ett oregelbundet mönster av mörkare fläckar, speciellt tydligt hos hanen. Buksidan är gul till ljust orange, och kan ibland vara fläckig. Strupen är dock alltid fri från fläckar, och är ofta ljusare och mera skär än buken. Nederdelen av svansen kan vara blåaktig. Hanar har dessutom ett brandgult streck längs svansen, samt en större och mörkare kloak än honan. I landfasen (utanför parningstiden) är teckningarna mindre framträdande. Under parningstiden utvecklar hanen en ryggkam som fortsätter och blir högre längs svansen, som avslutas med ett trådlikt utskott. Hanen kan bli 8,5 cm lång, honan 9,5 cm.

## Utbredning
Trådsalamandern förekommer i större delen av Storbritannien, Tyskland, Frankrike, Belgien, Nederländerna, Luxemburg, västra Tjeckien, norra Schweiz och isolerat i Burgos i Spanien.

## Vanor
Arten förekommer i många biotoper som skogar, träsk, hedar, ängar och mera sällan odlad mark. För lek och larvutveckling föredrar den stillastående vatten som dammar och diken, ofta mycket sura, men kan mindre ofta också uppträda i långsamrinnande vattendrag. Den uppträder från havsytan till 1 450 meters höjd (i Spanien kan den gå upp till 2 200 meter, även om den oftast håller sig mellan 500 och 1 500 meter). Den lever på små kräftdjur och bäcksländelarver. I den nordliga delen av utbredningsområdet sover den vintersömn, oftast på land. Arten kan bli åtminstone 12 år gammal.

### Fortplantning
Lektiden sträcker sig mellan februari och maj i större delen av utbredningsområdet, medan den i Spanien varar från januari till augusti, beroende på höjden. Parningsbeteendet, som äger rum i vatten, påminner om det hos mindre vattensalamandern; efter ett parningsspel avsätter hanen en spermatofor på bottnen, varpå honan tar upp spermatoforen med sin kloak. Under parningssäsongen lägger honan mellan 290 och 440 ägg, som fästs individuellt vid vattenväxter och kläcks efter en till två veckor. Larverna förvandlas efter omkring 6 veckor, beroende på klimatet. Det är inte ovanligt att larverna övervintrar i vatten. Larverna lever av djurplankton och dafnier. Könsmognad uppnås under andra levnadsåret.